# Římskokatolická farnost Habry
Římskokatolická farnost Habry je územním společenstvím římských katolíků v rámci havlíčkobrodského vikariátu královéhradecké diecéze.

## O farnosti

### Historie
Kostel v Habrech je doložen již ve 12. století a původně byl zasvěcen svatým apoštolům Petrovi a Pavlovi. Habry díky své poloze byly v časech válek často drancovány, místní farnost v důsledku opakování těchto nešťastných událostí zanikla. Duchovní správa v místě byla obnovena až po třicetileté válce, kdy nastalo delší klidové období. V 70. letech 17. století byl místní kostel zbarokizován z iniciativy rodiny Mellisimů, majitelů vilémovského panství. Ti tak vyjadřovali vděčnost Bohu za nalezení dítěte, které se jim ztratilo a bylo nalezeno lesními dělníky nedaleko Habrů. V souvislosti s touto událostí vydalo pražské arcibiskupství svolení se změnou patrocinia kostela na Nanebevzetí Panny Marie (dítě Mellisimů bylo nalezeno 15. srpna, tedy v den tohoto svátku).

#### Přehled duchovních správců
- ? po r. 1648–1671 P. Petr († 1671)
- 1671–1672 R.D. Jan Václav Petzold
- 1673–? R.D. Daniel Windt
- 1874 R.D. Josef Kuttelošar
- 1876–1886 R.D. František Chmelíče
- 1886 R.D. Josef Bříza
- 1886–1902 R.D. Antonín Herout
- 1902 R.D. Josef Kořínek
- 1902–1905 R.D. Josef Bříza, děkan
- 1906 R.D. Jan Roháček
- 1906–1921 R.D. Josef Kořínek, farář
- 1922–1923 R.D. František Stříbrný
- 1923–1926 R.D. Alois Doležel, farář
- 1926– ? R.D. Vítězslav Vlach
- 1953–1995 R.D. Václav Zemek (administrátor) († 1996)
  - 1994–1995 D. Mgr. Irenej Juraj Hlavačka, O.Praem. (vypomáhal v době nemoci P. Zemka)
- 2007–2012 R.D. Zygmunt Jamróz (administrátor)
- 2012–2017 R.D. Mgr. Josef Ziaťko (administrátor)
- od 1. července 2017 R.D. Mgr. Josef Ziaťko (administrátor ex currendo z Golčova Jeníkova)[3]

Kaplani
- –1874 R.D. Josef Kuttelošar
- r.1874 R.D. Josef Holík
- –1877 R.D. Josef Uhlíř
- 1882–1886 R.D. Antonín Foret
- 1886–1898 R.D. Josef Kořínek
- 1898–190 R.D. Jaroslav Sechovec
- 1901–1903 R.D. František Khun
- 1903–1906 R.D. Jan Roháček
- 1906–1920 R.D. Josef Frey
- 1911–1922 R.D. František Stříbrný

### Současnost
Farnost měla až do roku 2017 sídelního duchovního správce, který od 1. července 2017 přešel jako administrátor do Golčova Jeníkova a jeho ustanovení v Habrech bylo změněno na administrátora ex currendo.
| Kostel                         | Obrázek | Místo    | Bohoslužba                                    | Bohoslužba                                    | Poznámka        |
| ------------------------------ | ------- | -------- | --------------------------------------------- | --------------------------------------------- | --------------- |
| Kaple Narození Panny Marie     |         | Frýdnava | neslouží se pravidelně                        | neslouží se pravidelně                        | obecní kaple    |
| Kostel Nanebevzetí Panny Marie |         | Habry    | neděle pondělí středa pátek sobota            | 08.00                                         | farní kostel    |
| Kaple svatého Jana Nepomuckého |         | Kámen    | 2x ročně (pouť a výročí posvěcení), jinak ne. | 2x ročně (pouť a výročí posvěcení), jinak ne. | kaple           |
| Kostel svatého Bartoloměje     |         | Kněž     | neděle úterý                                  | 09.30 16.00                                   | filiální kostel |
| Kostel svatého Bartoloměje     |         | Chrtníč  | neděle                                        | 15.00 v zimě, 16.00 v létě                    | filiální kostel |
| Kaple Nejsvětější Trojice      |         | Tis      | neslouží se pravidelně                        | neslouží se pravidelně                        | obecní kaple    |